# Batrachoides liberiensis
Batrachoides liberiensis är en fiskart som först beskrevs av Steindachner, 1867.  Batrachoides liberiensis ingår i släktet Batrachoides och familjen paddfiskar. Inga underarter finns listade.

## Bildgalleri

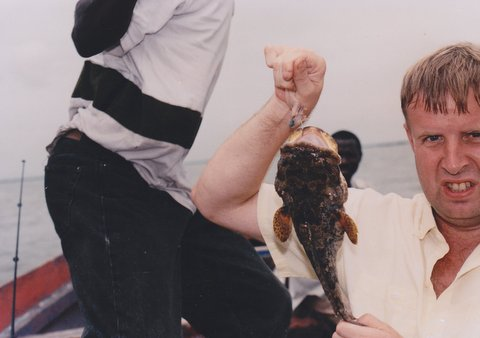
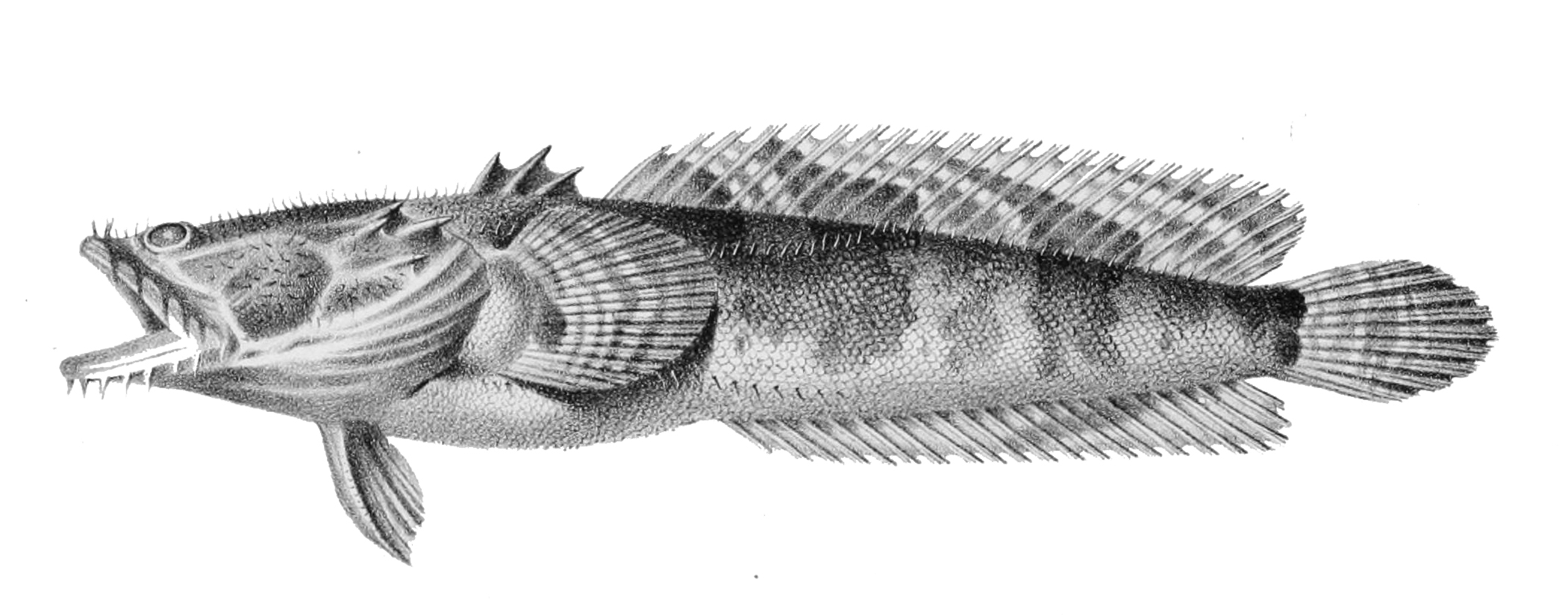
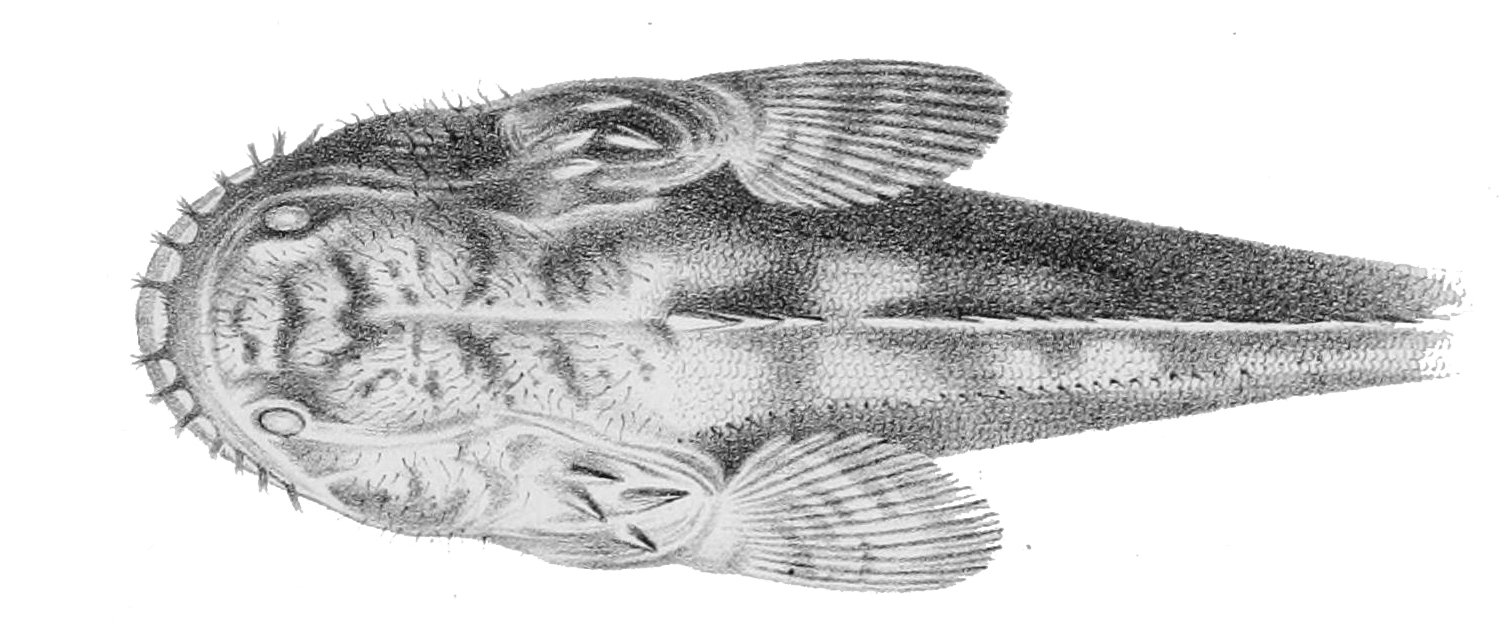